# العلاقات التونسية النيكاراغوية
العلاقات التونسية النيكاراغوية هي العلاقات الثنائية التي تجمع بين تونس ونيكاراغوا.

## مقارنة بين البلدين
هذه مقارنة عامة ومرجعية للدولتين:
| وجه المقارنة                                              | تونس                                       | نيكاراغوا        |
| --------------------------------------------------------- | ------------------------------------------ | ---------------- |
| المساحة (كم2)                                             | 163.61 ألف                                 | 130.38 ألف       |
| عدد السكان (نسمة)                                         | 11.53 مليون                                | 6.22 مليون       |
| الكثافة السكانية (ن./كم²)                                 | 70.47                                      | 47.71            |
| العاصمة                                                   | تونس                                       | ماناغوا          |
| اللغة الرسمية                                             | اللغة العربية                              | اللغة الإسبانية  |
| العملة                                                    | دينار تونسي                                | كوردبا نيكاراغوا |
| الناتج المحلي الإجمالي (بليون دولار)                      | 40.26 مليار                                | 13.81 مليار      |
| الناتج المحلي الإجمالي (تعادل القوة الشرائية) بليون دولار | 129.05 مليار                               | 31.63 مليار      |
| الناتج المحلي الإجمالي الاسمي للفرد دولار أمريكي          | 3.87 ألف                                   | 2.09 ألف         |
| الناتج المحلي الإجمالي للفرد دولار أمريكي                 | 11.44 ألف                                  | 4.92 ألف         |
| مؤشر التنمية البشرية                                      | 0.721                                      | 0.631            |
| رمز المكالمات الدولي                                      | +216                                       | +505             |
| رمز الإنترنت                                              | .tn                                        | .ni              |
| المنطقة الزمنية                                           | ت ع م+01:00، توقيت وسط أوروبا، ت ع م+02:00 | 00               |

## منظمات دولية مشتركة
يشترك البلدان في عضوية مجموعة من المنظمات الدولية، منها:
| علم المنظمة | اسم المنظمة                               | تاريخ انضمام تونس | تاريخ انضمام نيكاراغوا |
| ----------- | ----------------------------------------- | ----------------- | ---------------------- |
|             | يونسكو                                    | 8 نوفمبر 1956     | 22 فبراير 1952         |
|             | مؤسسة التمويل الدولية                     | 25 يوليو 1962     | 20 يوليو 1956          |
|             | المركز الدولي لتسوية المنازعات الاستشارية | 14 أكتوبر 1966    | 19 أبريل 1995          |
|             | منظمة حظر الأسلحة الكيميائية              | ?                 | ?                      |
|             | مؤسسة التنمية الدولية                     | 30 ديسمبر 1960    | 30 ديسمبر 1960         |
|             | منظمة التجارة العالمية                    | ?                 | ?                      |
|             | وكالة ضمان الاستثمار متعدد الأطراف        | 7 يونيو 1988      | 12 يونيو 1992          |
|             | الاتحاد البريدي العالمي                   | ?                 | ?                      |
|             | منظمة الشرطة الجنائية الدولية             | ?                 | ?                      |
|             | الأمم المتحدة                             | 12 نوفمبر 1956    | 24 أكتوبر 1945         |
|             | الاتحاد الدولي للاتصالات                  | 14 ديسمبر 1956    | 12 مايو 1926           |
|             | البنك الدولي للإنشاء والتعمير             | 14 أبريل 1958     | 14 مارس 1946           |

## وصلات خارجية
- موقع وزارة الخارجية التونسية
- موقع وزارة الخارجية النيكاراغوية